# Shayne Lavery
Shayne Francis Lavery (Lurgan, 8 dicembre 1998) è un calciatore nordirlandese, attaccante del Cambridge Utd e della nazionale nordirlandese.

## Carriera

### Club
Nato a Lurgan, in Irlanda del Nord, inizia nelle giovanili dell'Oxford Sunnyside, passando in seguito al Portadown e al Glenavon, dove resta fino al 2015.
A 17 anni si trasferisce in Inghilterra, all'Everton, che lo inserisce dapprima nella squadra Under-18 e dal 2017 in quella Under-23.
Nel gennaio 2019 viene ceduto in prestito al Falkirki FC, militante in Scottish Championship. Vi rimane fino al maggio del 2019, giocando sporadicamente accumulando 6 presenze. Al termine della stagione il contratto con l'Everton si conclude e Lavery si accasa con la formazione nordirlandese del Linfield, con la quale firma un contratto annuale.

### Nazionale
Inizia a giocare nelle nazionali giovanili Irlanda del Nord nel 2015, disputando 3 gare e segnando 2 reti con l'Under-17 nelle qualificazioni all'Europeo di categoria 2015 in Bulgaria.
Nel 2016 gioca 5 volte con l'Under-19, nelle qualificazioni agli Europei Under-19 di Germania 2016 e Georgia 2017.
Il 2 settembre 2016 debutta in Under-21, nelle qualificazioni all'Europeo 2017 in Polonia, in casa a Lurgan contro l'Islanda, giocando titolare e venendo sostituito al 78' nella gara persa per 1-0. Il 10 novembre 2017 segna la sua prima rete, realizzando all' 89' il definitivo 1-1 contro l'Albania, in trasferta a Tirana nelle qualificazioni all'Europeo 2019 in Italia e San Marino.
Il 29 maggio 2018 fa il suo esordio in nazionale maggiore, nell'amichevole pareggiata per 0-0 in trasferta a Panama contro Panama, entrando all' 88' al posto di Josh Magennis.
Il 2 settembre 2021 segna la sua prima rete in nazionale nel successo per 1-4 contro la Lituania.

## Statistiche

### Presenze nei club
Statistiche aggiornate al 28 settembre 2019.
| Stagione        | Squadra         | Campionato      | Campionato | Campionato | Coppe nazionali | Coppe nazionali | Coppe nazionali | Coppe continentali | Coppe continentali | Coppe continentali | Altre coppe | Altre coppe | Altre coppe | Totale | Totale | Totale |
| Stagione        | Squadra         | Comp            | Pres       | Reti       | Comp            | Pres            | Reti            | Comp               | Pres               | Reti               | Comp        | Pres        | Reti        | Pres   | Reti   |        |
| --------------- | --------------- | --------------- | ---------- | ---------- | --------------- | --------------- | --------------- | ------------------ | ------------------ | ------------------ | ----------- | ----------- | ----------- | ------ | ------ | ------ |
| 2017-2018       | Everton         | PL              | -          | -          | FACup+CdL       | -               | -               | UEL                | -                  | -                  | -           | -           | -           | -      | -      |        |
| 2018-2019       | Everton         | PL              | -          | -          | FACup+CdL       | -               | -               | -                  | -                  | -                  | -           | -           | -           | -      | -      |        |
| gen. 2019       | Falkirk         | SC              | 6          | 0          | SC+CdL          | -               | -               | -                  | -                  | -                  | -           | -           | -           | 6      | 0      |        |
| 2019-2020       | Linfield        | PL              | 25         | 10         | IC+CdL          | -               | -               | UCL+UEL            | 2+6                | 0+4                | -           | -           | -           | 33     | 14     |        |
| 2020-2021       | Linfield        | PL              | 31         | 23         | -               | -               | -               | UCL+UEL            | 2+1                | 0                  | -           | -           | -           | 34     | 23     |        |
| Totale carriera | Totale carriera | Totale carriera | 62         | 33         |                 | -               | -               |                    | 11                 | 4                  |             | -           | -           | 73     | 37     |        |

### Cronologia presenze e reti in nazionale
| Cronologia completa delle presenze e delle reti in nazionale ― Irlanda del Nord | Cronologia completa delle presenze e delle reti in nazionale ― Irlanda del Nord | Cronologia completa delle presenze e delle reti in nazionale ― Irlanda del Nord | Cronologia completa delle presenze e delle reti in nazionale ― Irlanda del Nord | Cronologia completa delle presenze e delle reti in nazionale ― Irlanda del Nord | Cronologia completa delle presenze e delle reti in nazionale ― Irlanda del Nord | Cronologia completa delle presenze e delle reti in nazionale ― Irlanda del Nord | Cronologia completa delle presenze e delle reti in nazionale ― Irlanda del Nord |
| Data                                                                            | Città                                                                           | In casa                                                                         | Risultato                                                                       | Ospiti                                                                          | Competizione                                                                    | Reti                                                                            | Note                                                                            |
| ------------------------------------------------------------------------------- | ------------------------------------------------------------------------------- | ------------------------------------------------------------------------------- | ------------------------------------------------------------------------------- | ------------------------------------------------------------------------------- | ------------------------------------------------------------------------------- | ------------------------------------------------------------------------------- | ------------------------------------------------------------------------------- |
| 29-5-2018                                                                       | Panama                                                                          | Panama                                                                          | 0 – 0                                                                           | Irlanda del Nord                                                                | Amichevole                                                                      | -                                                                               | 88’                                                                             |
| 5-9-2019                                                                        | Belfast                                                                         | Irlanda del Nord                                                                | 1 – 0                                                                           | Lussemburgo                                                                     | Amichevole                                                                      | -                                                                               | 59’                                                                             |
| 9-9-2019                                                                        | Belfast                                                                         | Irlanda del Nord                                                                | 0 – 2                                                                           | Germania                                                                        | Qual. Euro 2020                                                                 | -                                                                               | 83’                                                                             |
| 19-11-2019                                                                      | Francoforte sul Meno                                                            | Germania                                                                        | 6 – 1                                                                           | Irlanda del Nord                                                                | Qual. Euro 2020                                                                 | -                                                                               | 83’                                                                             |
| 7-9-2020                                                                        | Belfast                                                                         | Irlanda del Nord                                                                | 1 – 5                                                                           | Norvegia                                                                        | UEFA Nations League 2020-2021 - 1º turno                                        | -                                                                               | 77’                                                                             |
| 25-3-2021                                                                       | Parma                                                                           | Italia                                                                          | 2 – 0                                                                           | Irlanda del Nord                                                                | Qual. Mondiali 2022                                                             | -                                                                               | 63’                                                                             |
| 28-3-2021                                                                       | Belfast                                                                         | Irlanda del Nord                                                                | 1 – 2                                                                           | Stati Uniti                                                                     | Amichevole                                                                      | -                                                                               | 60’                                                                             |
| 2-9-2021                                                                        | Vilnius                                                                         | Lituania                                                                        | 1 – 4                                                                           | Irlanda del Nord                                                                | Qual. Mondiali 2022                                                             | 1                                                                               | 83’                                                                             |
| 8-9-2021                                                                        | Belfast                                                                         | Irlanda del Nord                                                                | 0 – 0                                                                           | Svizzera                                                                        | Qual. Mondiali 2022                                                             | -                                                                               | 86’                                                                             |
| 25-3-2022                                                                       | Lussemburgo                                                                     | Lussemburgo                                                                     | 1 – 3                                                                           | Irlanda del Nord                                                                | Amichevole                                                                      | -                                                                               | 63’                                                                             |
| 29-3-2022                                                                       | Belfast                                                                         | Irlanda del Nord                                                                | 0 – 1                                                                           | Ungheria                                                                        | Amichevole                                                                      | -                                                                               | 68’                                                                             |
| 2-6-2022                                                                        | Belfast                                                                         | Irlanda del Nord                                                                | 0 – 1                                                                           | Grecia                                                                          | UEFA Nations League 2022-2023 - 1º turno                                        | -                                                                               | 62’                                                                             |
| 5-6-2022                                                                        | Larnaca                                                                         | Cipro                                                                           | 0 – 0                                                                           | Irlanda del Nord                                                                | UEFA Nations League 2022-2023 - 1º turno                                        | -                                                                               | 77’                                                                             |
| 9-6-2022                                                                        | Pristina                                                                        | Kosovo                                                                          | 3 – 2                                                                           | Irlanda del Nord                                                                | UEFA Nations League 2022-2023 - 1º turno                                        | 1                                                                               | 29’ 68’                                                                         |
| 12-6-2022                                                                       | Belfast                                                                         | Irlanda del Nord                                                                | 2 – 2                                                                           | Cipro                                                                           | UEFA Nations League 2022-2023 - 1º turno                                        | -                                                                               | 58’                                                                             |
| 24-9-2022                                                                       | Belfast                                                                         | Irlanda del Nord                                                                | 2 – 1                                                                           | Kosovo                                                                          | UEFA Nations League 2022-2023 - 1º turno                                        | -                                                                               | 76’                                                                             |
| 27-9-2022                                                                       | Atene                                                                           | Grecia                                                                          | 3 – 1                                                                           | Irlanda del Nord                                                                | UEFA Nations League 2022-2023 - 1º turno                                        | 1                                                                               | 68’                                                                             |
| 16-6-2023                                                                       | Copenaghen                                                                      | Danimarca                                                                       | 1 – 0                                                                           | Irlanda del Nord                                                                | Qual. Euro 2024                                                                 | -                                                                               | 69’                                                                             |
| 19-6-2023                                                                       | Belfast                                                                         | Irlanda del Nord                                                                | 0 – 1                                                                           | Kazakistan                                                                      | Qual. Euro 2024                                                                 | -                                                                               | 72’                                                                             |
| 8-9-2024                                                                        | Plovdiv                                                                         | Bulgaria                                                                        | 1 – 0                                                                           | Irlanda del Nord                                                                | UEFA Nations League 2024-2025 - 1º turno                                        | -                                                                               | 59’                                                                             |
| Totale                                                                          |                                                                                 | Presenze                                                                        | 20                                                                              |                                                                                 | Reti                                                                            | 3                                                                               |                                                                                 |

| Cronologia completa delle presenze e delle reti in nazionale ― Irlanda del Nord under 21 | Cronologia completa delle presenze e delle reti in nazionale ― Irlanda del Nord under 21 | Cronologia completa delle presenze e delle reti in nazionale ― Irlanda del Nord under 21 | Cronologia completa delle presenze e delle reti in nazionale ― Irlanda del Nord under 21 | Cronologia completa delle presenze e delle reti in nazionale ― Irlanda del Nord under 21 | Cronologia completa delle presenze e delle reti in nazionale ― Irlanda del Nord under 21 | Cronologia completa delle presenze e delle reti in nazionale ― Irlanda del Nord under 21 | Cronologia completa delle presenze e delle reti in nazionale ― Irlanda del Nord under 21 |
| Data                                                                                     | Città                                                                                    | In casa                                                                                  | Risultato                                                                                | Ospiti                                                                                   | Competizione                                                                             | Reti                                                                                     | Note                                                                                     |
| ---------------------------------------------------------------------------------------- | ---------------------------------------------------------------------------------------- | ---------------------------------------------------------------------------------------- | ---------------------------------------------------------------------------------------- | ---------------------------------------------------------------------------------------- | ---------------------------------------------------------------------------------------- | ---------------------------------------------------------------------------------------- | ---------------------------------------------------------------------------------------- |
| 2-9-2016                                                                                 | Lurgan                                                                                   | Irlanda del Nord under 21                                                                | 0 – 1                                                                                    | Islanda under 21                                                                         | Qual. Europeo Under-21 2017                                                              | -                                                                                        | 78’                                                                                      |
| 6-9-2016                                                                                 | Skopje                                                                                   | Macedonia under 21                                                                       | 2 – 0                                                                                    | Irlanda del Nord under 21                                                                | Qual. Europeo Under-21 2017                                                              | -                                                                                        | 75’                                                                                      |
| 10-11-2017                                                                               | Tirana                                                                                   | Albania under 21                                                                         | 1 – 1                                                                                    | Irlanda del Nord under 21                                                                | Qual. Europeo Under-21 2019                                                              | 1                                                                                        | 75’                                                                                      |
| 22-3-2018                                                                                | Portadown                                                                                | Irlanda del Nord under 21                                                                | 3 – 5                                                                                    | Spagna under 21                                                                          | Qual. Europeo Under-21 2019                                                              | 1                                                                                        | 84’                                                                                      |
| 26-3-2018                                                                                | Coleraine                                                                                | Irlanda del Nord under 21                                                                | 0 – 0                                                                                    | Islanda under 21                                                                         | Qual. Europeo Under-21 2019                                                              | -                                                                                        |                                                                                          |
| Totale                                                                                   |                                                                                          | Presenze                                                                                 | 5                                                                                        |                                                                                          | Reti                                                                                     | 2                                                                                        |                                                                                          |

## Palmarès

### Club
- Campionato nordirlandese: 2

Linfield: 2019-2020, 2020-2021
- Irish Cup: 1

Linfield: 2020-2021

### Individuale
- Capocannoniere del campionato nordirlandese: 1

2020-2021 (23 reti)